# 北美紅蛺蝶
北美紅蛺蝶（英文：American Painted Lady，學名：Vanessa （Cynthia） virginiensis），亦稱（斑）赤蛺蝶，鱗翅目蛺蝶科紅蛺蝶屬，成蟲翅寬约4～5公分，具有橘红色、褐色、白色和藍色的鳞片所形成之精致斑纹。

## 習性
春季大群向北飛，從非洲經地中海至歐洲，遷徙數千公里。第二代少數在夏末飛向南方，絕大多數死於北方冬季之時。

## 食物
美洲種的幼蟲以菊科植物為食；非洲、歐洲種的幼蟲以蓟和小荨麻為食。

## 圖片

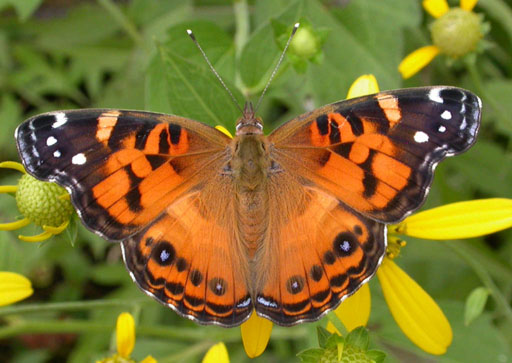
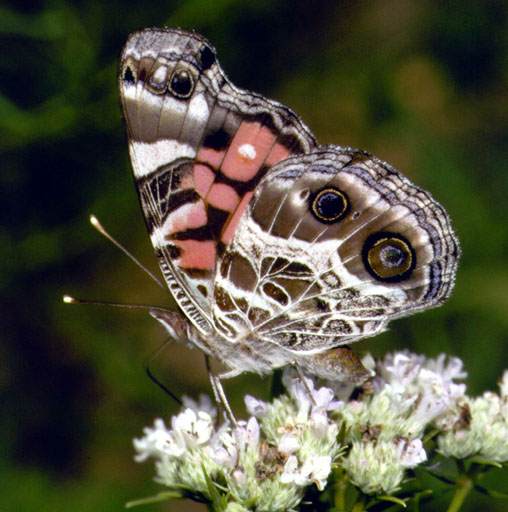
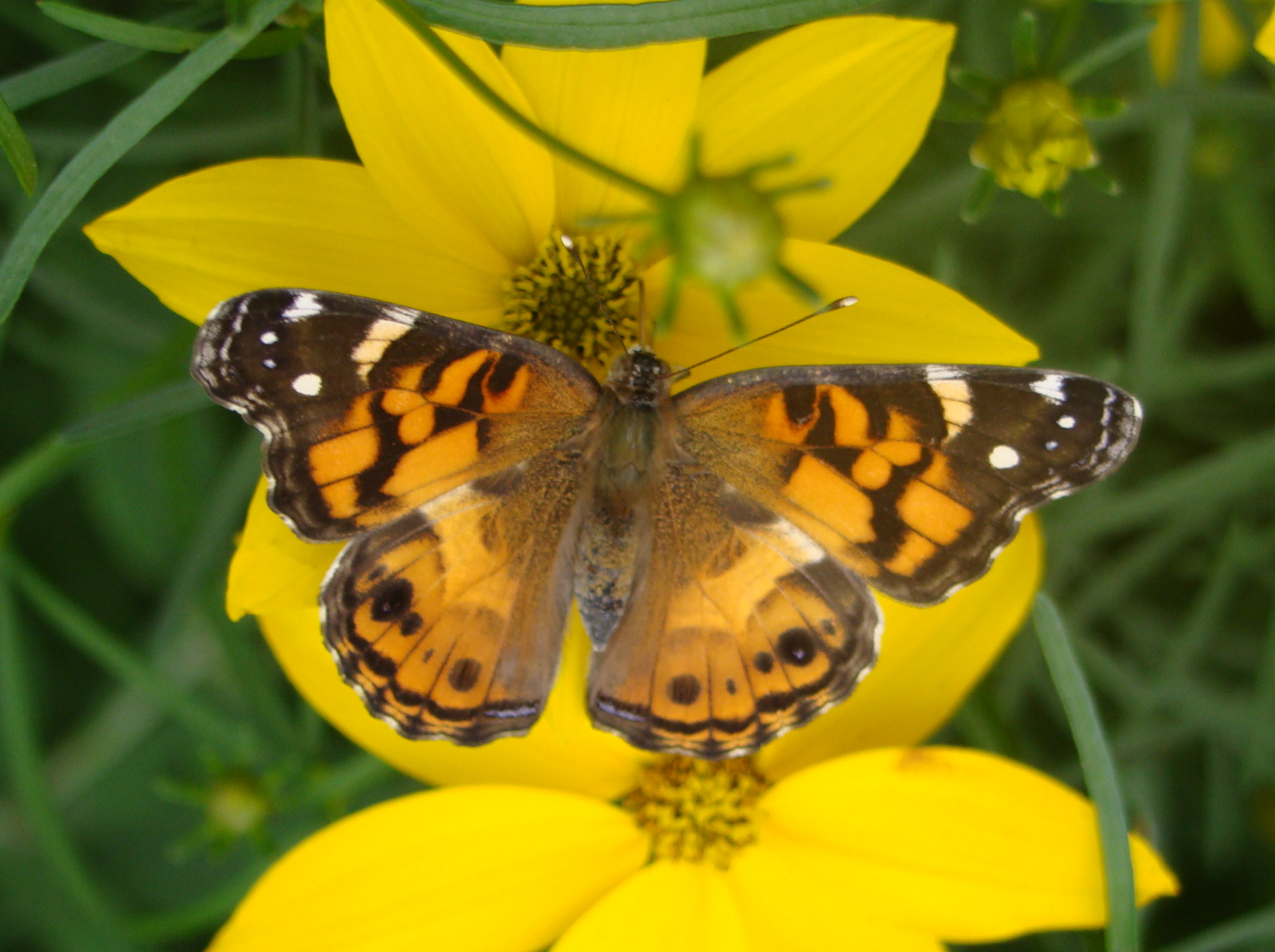

## 外部連結
- American lady（页面存档备份，存于）
- American Lady（页面存档备份，存于）